# Hersz Bauminger
Hersz Bauminger pseud. Bazyli (ur. w 1911 lub w 1919 w Krakowie, zm. w 1943 tamże) – polski działacz komunistyczny pochodzenia żydowskiego, w trakcie II wojny światowej działacz i jeden z przywódców ruchu oporu w getcie krakowskim. 

## Życiorys
Był synem Szymona Baumingera, przywódcy Mizrahi i kierownika szkoły średniej Tachkemoni, oraz kuzynem senatora Izaaka Baumingera. W okresie gimnazjalnym wstąpił do Ha-Szomer ha-Cair. Po agresji III Rzeszy na Polskę we wrześniu 1939 roku został powołany do Wojska Polskiego, zaś po zakończeniu kampanii wrześniowej trafił najpierw do Lwowa, a potem do Stanisławowa. 22 czerwca 1941 został wcielony do Armii Czerwonej i walczył w stopniu sierżanta na froncie ukraińskim. Bauminger dostał się do niewoli niemieckiej, z której zdołał zbiec i dzięki fałszywym dokumentom przedostać się do Lwowa, a następnie Krakowa. 
Był działaczem konspiracyjnym w getcie krakowskim. Bauminger był między innymi organizatorem grupy/organizacji konspiracyjnej „Iskra”. Od 1942 był członkiem Polskiej Partii Robotniczej. Był kierownikiem zjednoczonego dowództwa krakowskiej Żydowskiej Organizacji Bojowej. Wziął udział między innymi w zamachu na krakowską kawiarnię „Cyganeria” w dniu 22 grudnia 1942.
Zginął w marcu 1943, gdy Niemcy wykryli jego kryjówkę, a sam Bauminger podjął dramatyczną próbę samoobrony. Miał wówczas popełnić samobójstwo. 
W 1948 został pośmiertnie odznaczony Krzyżem Grunwaldu III klasy. 